# Andreas Cellarius

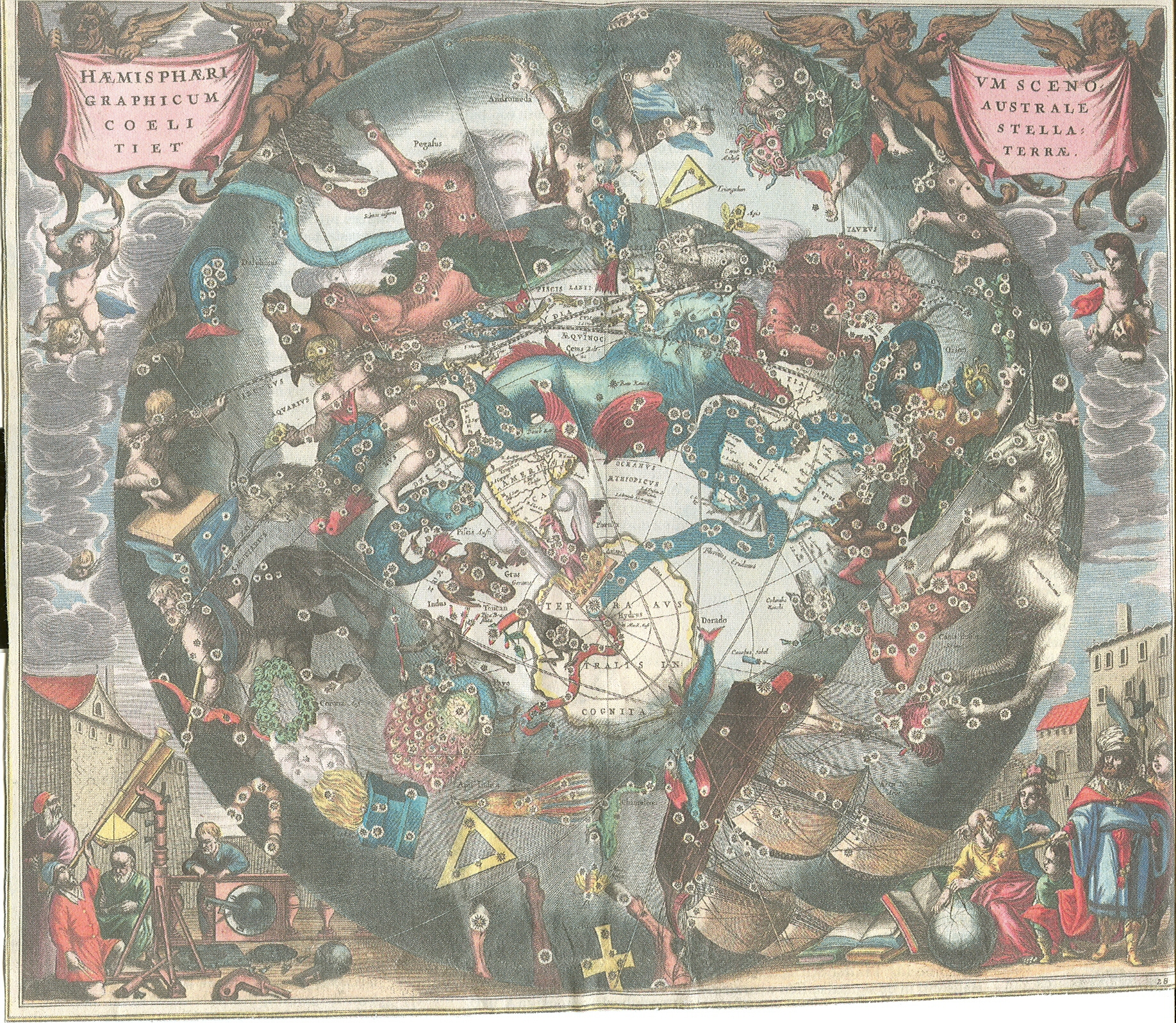
De sterrenbeelden van de zuidelijke hemel in de atlas van Cellarius.

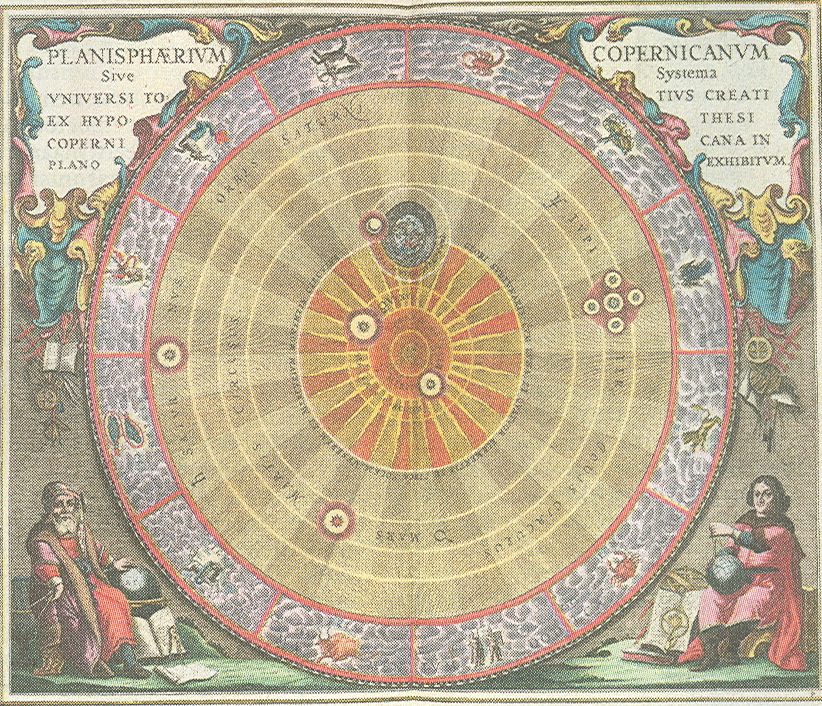
Het zonnestelsel volgens het heliocentrisch wereldbeeld van Nicolaus Copernicus in de atlas van Cellarius.

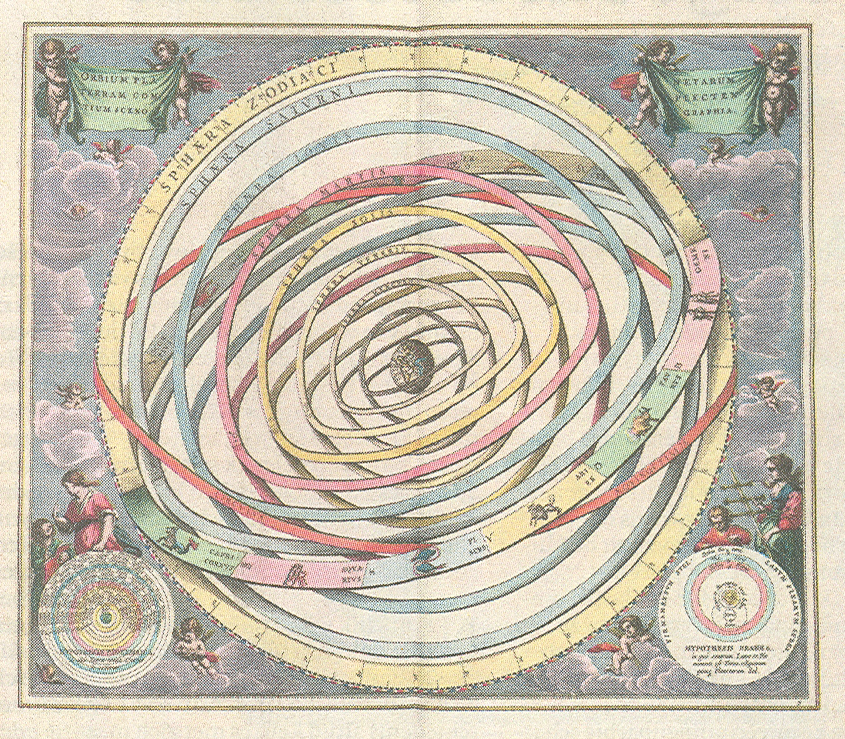
Het zonnestelsel volgens het geocentrisch wereldbeeld van Claudius Ptolemaeus in de atlas van Cellarius.

Andreas Cellarius (Neuhausen, circa 1596 - Hoorn, 1665) was een Duitse kosmograaf.

## Levensloop
Cellarius werd in Neuhausen bij Worms (Duitsland) geboren als zoon van een predikant. Over Cellarius is weinig bekend, hij studeerde een ons onbekend gebleven vak aan de universiteit in Heidelberg, huwde in 1625 in Amsterdam met Catharina Eltmans, verwekte drie zonen en een dochter, schreef een boek over Polen en werd tegen een honorarium van 200 gulden per jaar in 1637 rector van de Latijnse school in Hoorn.

## Harmonia Macrocosmica
Hij is het meest bekend door zijn bij Johannes Janssonius in Amsterdam in 1660 uitgegeven hemelatlas Harmonia Macrocosmica met 29 schitterende gravures, waarin de sterrenbeelden en de verschillende wereldstelsels zijn uitgebeeld. Zowel het heliocentrische Coperniciaanse en de (overgangs)theorie van Tycho Brahe als het oude Ptolomaeïsche wereldbeeld worden hierin naast elkaar vergeleken.
In de atlas komen portretten van de heliocentrische geleerden Aristarchus van Samos en Copernicus voor naast het in de ogen van de conservatieve theologen door de bijbel bevestigde wereldbeeld, waarin de zon in een volmaakte cirkel rond de aarde draait. Zo kon het boek ook in katholieke bibliotheken worden opgenomen, want de Rooms-Katholieke Kerk hield nog vast aan de middeleeuwse en antieke planeetsferen van Ptolomaeus. Andere modellen golden in de ogen van de Heilige Inquisitie als ketterse denkbeelden.
Cellarius was zelf geen astronoom en zijn werk heeft eerder decoratieve dan praktische astronomische betekenis. De atlas heeft geen systeem waarmee een met een telescoop uitgeruste astronoom een ster zou kunnen vinden. Christiaan Huygens was ontevreden over Cellarius' werk. De door hem ontdekte maan van Saturnus, Titan, was weggelaten en sommige gravures bevatten spelfouten en perspectivische vertekeningen. De fraaie gravures werden los verkocht en door verzamelaars vaak in een enkele band ingebonden met de atlasbladen van Joan Blaeu. In deze vorm, maar ook als afzonderlijke hemelatlassen, vonden zij hun weg over de gehele wereld. Men vindt de atlas van Cellarius dan ook in de bibliotheken van het Vaticaan en het Topkapi in Istanboel.
De fraaie gravure van de zuidelijke sterrenhemel herinnert aan het bestaan van talloze nu vergeten sterrenbeelden. Bij latere beschrijvingen van de zuidelijke hemel werden deze weggelaten, samengevoegd of van een andere naam voorzien. Cellarius en zijn uitgever werkten aan een tweede deel, maar dat is door Janssonius' dood in 1664 nooit tot stand gekomen.

## Vernoeming planetoïde
De planetoïde nr. 12618 werd in 2008 als Cellarius naar hem vernoemd.